# 星星王子
《星星王子》是石之森章太郎的日本漫畫作品。石之森章太郎於1974年創作了「星星王子」，最早是以漫畫的形式於在「週刊 少女フレンド」（少女之友週刊）連載；後來改編成電視動畫，在日本TBS電視台播出，每集30分鐘，一共播映了26集；台灣曾在1978.08.09~1978.09.14由台視播出，之後在臺灣有重播過。

## 劇情簡介
在宇宙遙遠另一端的仙子星（Fairy Star）上，居住著愛好和平的「仙子王國」，某日星球上發生了叛變，壞人勾結「黑暗國」的惡勢力攻入皇宮，想奪取王位，於是國王緊急安排皇后與年幼的王子巧比搭乘太空船逃離仙子星，但壞人仍窮追不捨，太空船在猛烈的攻擊之下瀕臨爆炸，由於逃生艙只能搭乘一人，因此皇后選擇犧牲自己，把兒子送上逃生艙發射出去，後來巧比搭乘的逃生艙安全降落在地球的東卡拉森林，皇后與太空船則失去了蹤跡、生死未卜。
住在森林裡的少女小莉和爺爺發現了落難的巧比，便好心收留了他。巧比與祖孫二人住在小木屋裡，雖然生活無慮，但他心中卻十分思念母親。巧比的左手腕戴了一只星狀的錶，這是一只十分神奇的錶，它可以將皇后的影像投射在空中，除了能讓巧比一解思親之愁，當巧比遇到困難之際，尚可以傳達母親的指示與教誨。此外，這只錶還有一個很重要的功能，就是能夠翻譯世間萬物的語言，讓巧比與地球上的人類以及森林中的各種動物在溝通上完全沒有障礙，也因而幫助大家度過了不少難關。

## 結局
巧比一直深信失蹤的媽媽一定跟他一樣，掉落在地球的某個角落，他也相信親愛的媽媽也正在努力尋找著他。但事實是，巧比的媽媽早已經離開了人世。
巧比的母親因為擔心自己的兒子難以承受喪親之痛，所以在與巧比分離之前，特地將自己部分的靈魂輸入巧比手腕上的星狀錶中，讓巧比能夠透過星狀錶所投射出來的母親影像，與母親進行互動。
故事的結局是，仙子星上的叛黨被完全消滅了，而國王也派遣了太空船前往地球搜救皇后與王子，最後，巧比帶著母親的愛，告別了東卡拉森林與住在其中的一群好朋友們，隨著太空船回到了久違的家園。

## 各集名稱
| 集數 | 日文篇名                 | 中文翻譯               |
| 1    | ぼくは王子だぞ           | 我是王子！！           |
| 2    | フェアリスターの秘密     | 仙子星的秘密           |
| 3    | 王子はえらいんだ！       | 王子得了麻瘋病！       |
| 4    | 星のしずくがなくなった！ | 沒有星星墜落！         |
| 5    | すてきなプレゼント       | 可愛的禮物             |
| 6    | 悪魔の木をたおせ！       | 這是惡魔之木           |
| 7    | まちぶせの丘             | 等待的山丘             |
| 8    | 大変なおみやげ           | 得來不易的土產         |
| 9    | トンカラ森の王者         | 東卡拉森林之王         |
| 10   | 新しい仲間               | 新的同伴               |
| 11   | 空をとんだぞ！           | 飛向天空               |
| 12   | 嵐の中の卵               | 風暴中的蛋             |
| 13   | ママ上の子守歌           | 媽媽的搖籃曲           |
| 14   | トンカラ森に火がついた！ | 東卡拉森林失火了！     |
| 15   | あべこべクマんどん       | 倒立的熊               |
| 16   | 不思議なカプセル         | 不可思議的太空船       |
| 17   | とびだした王子           | 開始飛翔的王子         |
| 18   | 原始怪獣が出たぞ！       | 原始怪獸出現了！       |
| 19   | レーダーこうもりを追え!! | 雷達蝙蝠追來了！！     |
| 20   | トンカラ森が大洪水       | 東卡拉森林的大洪水     |
| 21   | ママ上消えないで！       | 媽媽並沒有消失！       |
| 22   | 敵か味方か!?兄弟ダヌキ   | 是敵是友？塔努奇兄弟～ |
| 23   | 暑くて寒くて大さわぎ     | 大騷動，忽冷忽熱～     |
| 24   | 見つけたぞ！ブルンガ基地 | 發現了！布倫加基地     |
| 25   | 星から来た謎の少年       | 從星星來的謎樣少年     |
| 26   | さよならトンカラ森       | 再見了，東卡拉森林     |

## 基本資料
- 製作：スタジオ・ゼロ（Studio Zero）
- 首映電視台：日本TBS電視台
- 首映期間：1974/04/05～1974/09/27
- 形式：30分鐘一集
- 集數：26集

## 幕後團隊
- 原作：石森章太郎
- 作畫監督：矢沢則夫
- 演出：石黒  昇
- 監修：鈴木伸一
- 製作人：金原文雄、田中大三、広岡修、忠隈昌（TBS）
- 腳本：雪室俊一、浪江志摩、吉田喜昭、金子裕
- 音樂：萩原哲晶
- 片頭曲：「星の子チョビン」 
詞：石森章太郎  曲：平尾昌晃  編曲：竜崎孝路  唱：藍美代子
- 片尾曲：「星のしずくの子守唄」
詞：石森章太郎  曲：平尾昌晃  編曲：竜崎孝路  唱：藍美代子

## 配音人員
- 巧比：白石冬美
- 小莉：岡本茉莉
- 小蝴：蝶松尾佳子
- 爺爺：山田康雄

## 外部連結
- 石之森章太郎 日本官網 （页面存档备份，存于）（日語）
- 星星王子片頭曲星星王子片尾曲